# Euodynerus megaera
Euodynerus megaera (лат.) — вид одиночных ос из семейства Vespidae.

## Распространение
Встречаются в Северной Америке: Канада (Онтарио), США.

## Описание
Длина переднего крыла самок 9,5—12,0 мм, а у самцов — 8—10 мм. Окраска тела в основном чёрная с жёлтыми отметинами. Гнёзда строят в древесине. Для кормления своих личинок добывают в качестве провизии гусениц бабочек из семейств Tortricidae, Crambidae (Pyraustinae), Pyralidae (Epipaschiinae, Phycitinae), Amphisbatidae и Erebidae (Herminiinae, ранее в составе Noctuidae).